# Hypholoma sublateritium
Espèce
Hypholoma sublateritium, de son nom vernaculaire Hypholome couleur de brique, est un champignon basidiomycète du genre Hypholoma dans la famille des Strophariaceae. Il est non comestible, saprophyte, grégaire et fasciculé. 

## Taxinomie

### Nom binominal
Selon les sources :
- Hypholoma sublateritium (Fries) Quélet 1873[2]
- Hypholoma lateritium (Schaeff.) P. Kumm. 1871[3],[4].

### Synonymes
- Agaricus lateritius Schaeff. 1774
- Hypholoma lateritium var. lateritium (Schaeff.) P. Kumm. 1871
- Hypholoma lateritium var. pomposum (Bolton) P. Roux & Guy Garcia 2006
- Hypholoma sublateritium (Schaeff.) Quél. 1873
- Hypholoma sublateritium f. pomposum (Bolton) Massee 1892
- Hypholoma sublateritium var. pomposum (Bolton) Rea 1922
- Hypholoma sublateritium var. schaefferi (Berk. & Broome) Sacc. 1887
- Hypholoma sublateritium var. squamosum (Cooke) Sacc. 1887
- Hypholoma sublateritium f. vulgaris Massee 1892

## Description

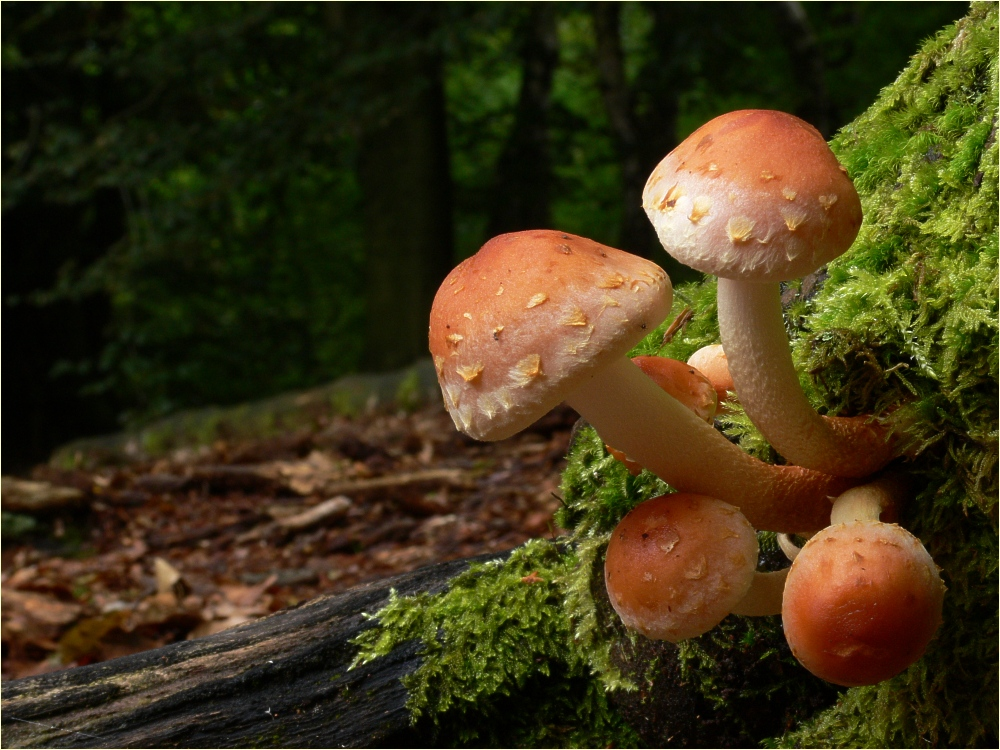
Hypholoma sublateritium, individus connés

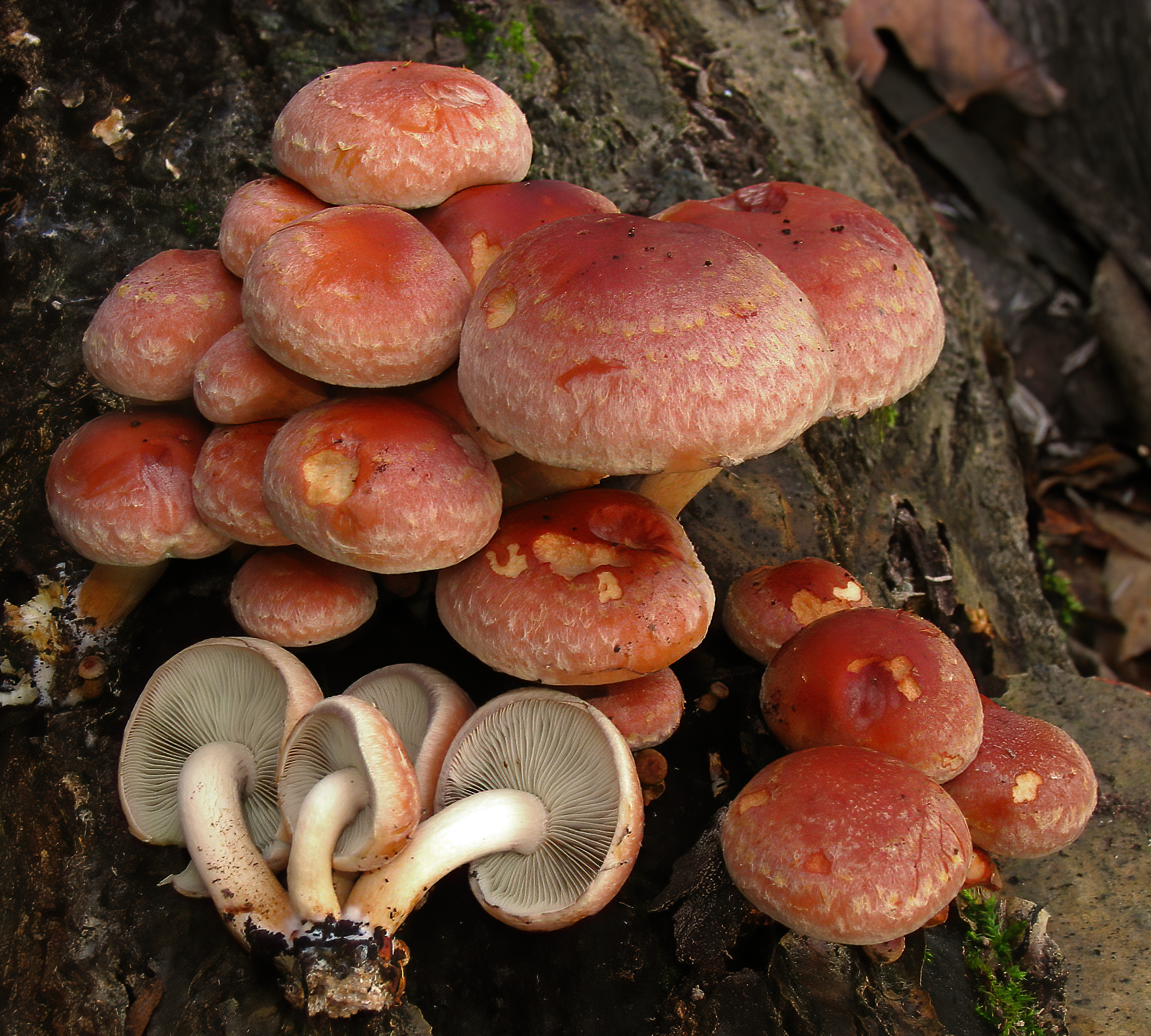
Hypholoma sublateritium, forme cespiteuse

Hyménophore : le chapeau est de 3,5 à 10 cm de diamètre, convexe à large convexe, parfois presque plat ou irrégulier en vieillissant. Très jeune, il présente un voile partiel submembraneux, ressemblant à un mélange entre une cortine et un voile plus important.
Grégaire, il est conné, cespiteux, mais plus rarement fasciculé.
La cuticule du sporophore présente généralement une coloration rouge brique en son centre et une marge plus pâle. Elle est lisse, parfois avec des taches rouge-brun au milieu. Le chapeau peut présenter des lambeaux du voile à sa marge, qui peuvent facilement être lavés par la pluie. 
Les lames, au départ jaunâtres ou jaune soufré, deviennent grisâtres avec l'âge. Elles n'ont pas la couleur verte de l'Hypholoma fasciculare. 
Le stipe est jaune clair et plus foncé en dessous. 
Les spores mesurent de 6.0 à 7.5 μm de long et de 3,5 à 4,0 μm de large. Les cheilocystides sont variables. 
La sporée présente une couleur olive brun-violet. 
Sans odeur caractéristique, la saveur d'Hypholoma sublateritium est douce, on parle de goût de noisette et un peu amère adulte.

## Comestibilité
Toxique, il serait toutefois comestible après cuisson.

## Habitat
Saprophyte, forme des touffes sur les feuillus en décomposition et les souches ; automne ; largement distribué dans l'hémisphère nord.